# Krivica, Zagorje ob Savi
Krivica (izgovarjava [kɾiˈʋiːtsa]) je nekdanja vas v osrednji Sloveniji v občini Zagorje ob Savi. Danes je del vasi Kolk. Leži na Gorenjskem in je danes del Zasavske statistične regije.

## Geografija
Krivica stoji severovzhodno od vaškega središča Kolka. S stransko cesto je povezana s Senožeti na severozahodu in Jaršami na vzhodu.

## Ime
Krivica je v pisnih virih leta 1444 in 1465 izpričana kot Krieh.

## Zgodovina
Krivica je imela leta 1880 15 prebivalcev v treh hišah. Leta 1953 se je priključila Kolku in s tem izgubila status samostojnega naselja.